# Diestostemma parvum
Diestostemma parvum är en insektsart som beskrevs av Schmidt 1910. Diestostemma parvum ingår i släktet Diestostemma och familjen dvärgstritar.
Artens utbredningsområde är Ecuador. Inga underarter finns listade i Catalogue of Life.